# F-86 Sabre
North American F-86 Sabre a fost un avion de luptă transsonic construit pentru contracararea avionului MiG-15 sovietic. 86 Sabre a fost dezvoltat în anii '40 după Al Doilea Război Mondial și a fost unul dintre cele mai produse avioane de vânătoare cu reacție în era Războiului Rece. Avionul F-86 avea aerodinamica și controlul de zbor excelente și o viteză în jur de 1 Mach. Acest avion a fost dezvoltat după predecesorul său F-80 C Shooting Star după o verificare a documentelor naziste - despre tehnologia avioanelor jet dezvoltate de savanții naziști în timpul războiului. Astfel au informat dezvoltatorii că prin  înclinarea aripilor în săgeată la un unghi de 60° ar obține viteze considerabil mai mari, așa fiind rezolvată problema vitezei. A fost folosit intensiv în Războiul din Coreea contra legendarului MIG-15. Avantajele lui F-86 erau manevrabilitatea crescută și mijloacele tactice, precum radarul, de care MIG-15 nu dispunea. Avionul poate fi recunoscut după priza sa de aer din bot, culoarea gri cu camuflaje galbene și după personalitatea sa exemplară.

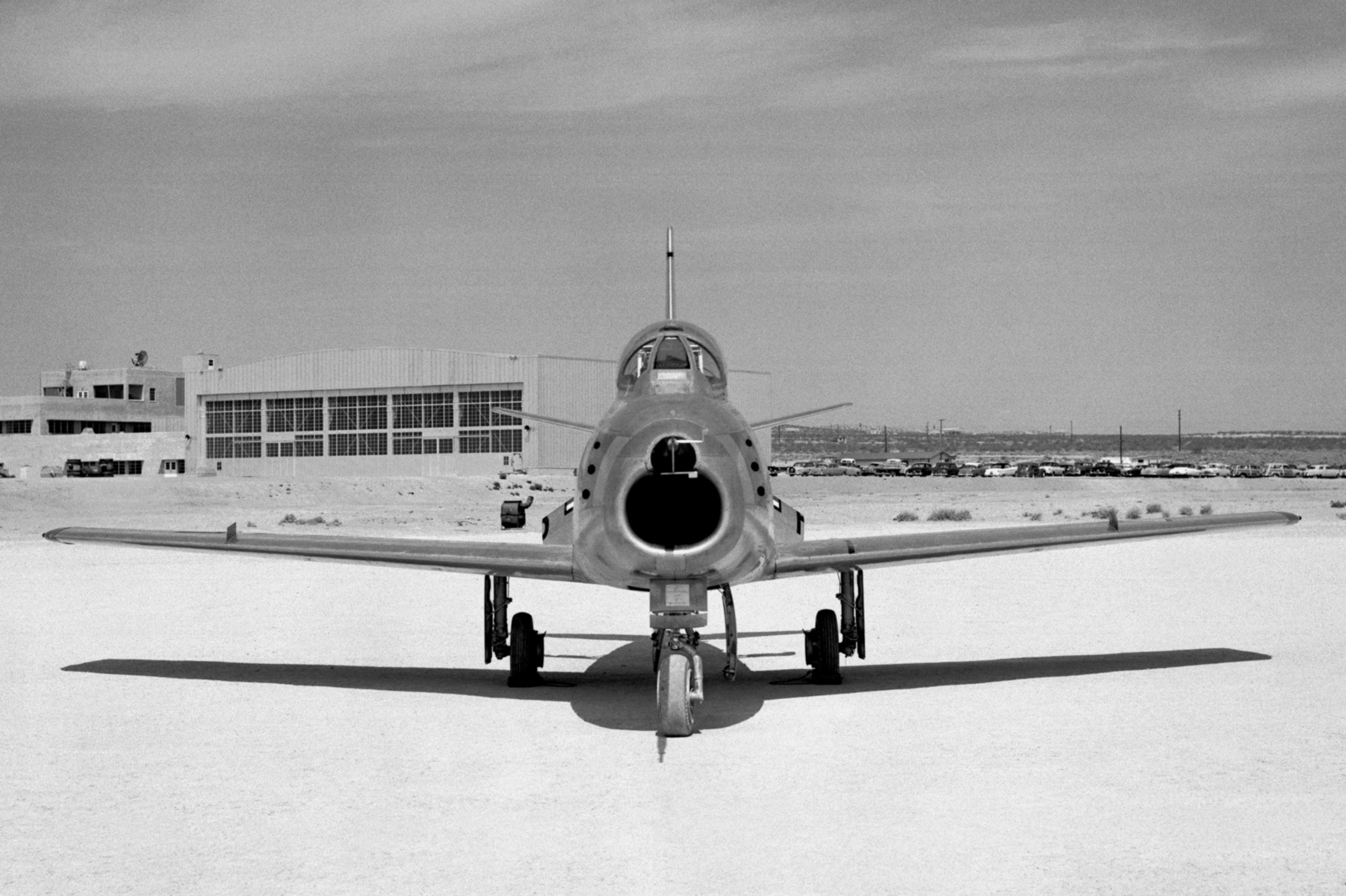
F-86 Sabre

## Variante
- XF-86
- YF-86A
- F-86A
- DF-86A
- RF-86A
- F-86B
- F-86C
- YF-86D
- F-86D
- F-86E: Sistem îmbunătățit de control de zbor și coada în întregime zburătoare.
- QF-86E
- F-86F
- QF-86F
- RF-86F
- TF-86F
- F-86G
- YF-86: Model de bombardier de luptă mult reproiectat cu fuzelaj adînc, motor modificat, aripi mai lungi și coadă de avion cu lansator.
- F-86H
- QF-86H
- F-86J
- YF-86K
- F-86K
- F-86L